# Tinintinán
Tinintinán es un barrio rural   del municipio filipino de cuarta categoría de Araceli perteneciente a la provincia  de Paragua en Mimaro,  Región IV-B.
En 2007 Tinintinán contaba con 1.372 residentes.

## Geografía
El municipio insular de Araceli se encuentra situado en isla de Dumarán,  ocupando la parte nordeste de la isla, separado por el canal de Dumarán de la isla de  La Paragua, considerada continental.
Linda al norte con la bahía de Bentouán;  al sur y oeste con el municipio de Dumarán; y al este con Mar de Joló frente a las islas de Dalanganem.
Este barrio  se sitúa en la costa norte, en el extremo oriental del municipio, a poniente de la Población.
Su término linda al norte con el mar de Joló;
al sur con  la bahía de Araceli y también con el barrio de  Dagman; 
al  este con la bahía de Tinintinán y también con el barrio de Población Tinintinán   en el extremo oriental de la isla;
y al oeste con los barrios de Dalayauán (Dalayawon), en el interior,  y de Lumacad en la costa.

### Demografía
El barrio  de Tinintinán contababa  en mayo de 2010 con una población de 1.514 habitantes.

## Historia
La misión de Dumarán formaba parte de la provincia española de  Calamianes, una de las 35 del archipiélago Filipino, en la parte llamada de Visayas. Pertenecía a la audiencia territorial  y Capitanía General de Filipinas, y en lo espiritual a la diócesis de Cebú.